# 虹の橋 (映画)
『虹の橋』（にじのはし）は、1993年に公開された松山善三監督の日本映画。
澤田ふじ子の同名小説が原作。

## スタッフ
以下のスタッフ名等はKINENOTEに従った。
- 製作総指揮 - 吉田稔
- 製作 - 小川安三
- プロデューサー - 小滝祥平、藤田義則
- 監督 - 松山善三
- 脚本 - 松山善三
- 原作 - 澤田ふじ子 小説『虹の橋』
- 撮影 - 斎藤孝雄
- 音楽 - 甲斐正人
- 美術 - 村木与四郎
- 録音 - 橋本文雄
- 照明 - 佐野武治
- 編集 - 川島章正

## キャスト
- 和久井映見 - 千代[1]
- 渡部篤郎 - 宗吉[1]
- 水野真紀 - 貴和[1]
- 大森嘉之 - 彌市[1]
- 渋谷琴乃 - きく[1]
- 高嶋政伸 - 富士太[1]
- 長塚京三 - 忠七[1]
- 浅利香津代 - さだ[1]
- 川谷拓三 - 勘助[1]
- 秋篠美帆 - 粂[1][2]
- 村井国夫 - 九兵衛[1]
- 佳那晃子 - 琴[1]
- 山本學 - 式部[1]
- 星由里子 - 伊勢[1]
- 乃生佳之 - 彦十[1]
- 下元勉 - 甚兵衛[3]
- 野口ふみえ - とめ[3]
- 入江慎也 - 太兵衛[3]
- 渡辺哲 - 牛[3]
- 北大路欣也 - 長左衛門[1]
- 峰由樹 - 千代（子供時代）[3]
- 大野雅一 - 宗吉（子供時代）[3]
- 今崎美帆 - 貴和（子供時代）[3]
- 田中純弥 - 彌市（子供時代）[3]
- 深谷あかり - きく（子供時代）[3]
- 永田絢子 - あき（子供時代）[3]
- 南貴博 - 富士太（子供時代）[3]
- 平田満 - 磯七[1]
- 佐野史郎 - 信之助[1]
- 田中邦衛 - 庄兵衛[1]
- 池内淳子 - 糸栄[1]
- 大村波彦 - 虎[3]
- 片岡礼子 - お艶[3]
- 吉田敦 - 女衒[3]
- 稲木雄二 - 女衒[3]
- 萩原紀 - 女衒[3]
- 藤原真 - 女衒[3]
- 徳永明広 - 使用人[3]
- 清水冠助 - 使用人[3]
- 中沢青六 - 但馬屋番頭[3]
- 佐藤幸雄 - 太助[3]
- 上田雄太 - 同心[3]
- 重水直人 - 同心[3]
- 大嶋光幸 - 雑色[3]
- 牧口元美 - 借金取り[3]
- 玉井玲子 - 下働き[3]
- 西山亜矢子 - 下働き[3]
- 大河せいじ - 印半纏の男[3]
- 鈴木まり子 - 女郎[3]
- 沢渡あき - 女郎[3]
- 伊東珠英 - 女郎[3]
- 平川香苗 - 女郎[3]
- 石川慎二 - 餅つき[3]
- 水口助弘 - 餅つき[3]
- 松川雄一 - 餅つき[3]
- 山東蒼 - 絵馬売り[3]
- 藤川一歩 - 下駄売り[3]
- 露木美智子 - 漬物屋[3]
- 恒田美晴 - 漬物屋[3]
- 竜馬 - 赤ん坊[3]
- 松原与七 - 染物屋[3]
- 島田豊 - 悪童[3]
- 栗原隆章 - 悪童[3]
- 大野修平 - 悪童[3]
- 鈴木恒守 - 下駄屋[3]
- 山本隆世 - 手拭売り[3]
- 岸田修治 - ざる売り[3]
- 樋口智恵子 - 柴売り[3]
- 真嶋彰子 - 柴売り[3]
- 尾井治安 - 唐辛売り[3]
- 藤恵聖武 - 金比羅[3]
- 土手内潤 - 金比羅[3]
- 西川右近 - 謡舞[3]
- 住田長三郎 - 鼓師[3]
- 小峰和浩 - 魚荷衆[3]
- 白石義人 - 魚荷衆[3]
- 稲田芳寛 - 魚荷衆[3]
- 奥山健二 - 魚荷衆[3]
- 高橋雄司 - 魚荷衆[3]
- 岩本裕之 - 魚荷衆[3]
- 中村美睦 - 魚荷衆[3]
- 生方将隆 - 魚荷衆[3]
- 高橋成悟 - 魚荷衆[3]
- 竜輝和 - 魚荷衆[3]
- 谷口公一 - 魚荷衆[3]
- 村松厚志 - 魚荷衆[3]
- 大木一臣 - 魚荷衆[3]
- 大塚寛 - 魚荷衆[3]
- 小川潤 - 魚荷衆[3]
- 萩原ひとみ - 寺の童たち[3]
- 田中友香里 - 寺の童たち[3]
- 宮川優子 - 寺の童たち[3]
- 近野桂介 - 寺の童たち[3]
- 村嶋亜矢香 - 寺の童たち[3]
- 田中友紀恵 - 寺の童たち[3]
- 広瀬斗史輝 - 寺の童たち[3]
- 堤啓年 - 船溜りの童たち[3]
- 宮崎徳明 - 船溜りの童たち[3]
- 高田瑞紀 - 船溜りの童たち[3]
- 田宮賢太朗 - 船溜りの童たち[3]
- 伊藤桂子 - 船溜りの童たち[3]
- 荒船麻子 - 船溜りの童たち[3]
- 大野佳三 - 船溜りの童たち[3]
- 倉貫匡弘 - 船溜りの童たち[3]
- 渡辺兆男 - 船溜りの童たち[3]
- 飯島正隆 - 船溜りの童たち[3]
- 大澤恵 - 船溜りの童たち[3]
- 明石五良[3]
- 岡田幸子[3]
- 須川弥香[3]
- 加島祥全[3]
- 藤田洋司[3]
- 瀬尾和寿[3]
- 孫田丈太郎[3]
- 沖野栄太郎[3]
- 平野麻希子[3]
- 田中敬司[3]
- 仁科貴[3]
- 安威宗治[3]
- 田中輝彦[3]
- 斉藤剛司[3]
- 平川友一郎[3]
- 関口泰晴[3]
- 水岡眞之輔[3]
- 福王寺聡明[3]

## 受賞歴
- 1993年 第48回毎日映画コンクール
  - スタッフ部門脚本賞　松山善三 『虹の橋』、『望郷』[4]

- 1993年度 第6回日刊スポーツ映画大賞
  - 石原裕次郎新人賞  高嶋政伸[5] 『虹の橋』[6]、『修羅場の人間学』

- 1993年 第13回藤本賞
  - 特別賞 小川安三 『虹の橋』製作[7]

- 1994年 第17回日本アカデミー賞[8]
  - 優秀作品賞 - 『虹の橋』
  - 優秀監督賞 - 松山善三『虹の橋』
  - 優秀脚本賞 - 松山善三『虹の橋』、『望郷』
  - 最優秀主演女優賞 -  和久井映見 『虹の橋』
  - 最優秀助演男優賞 -  田中邦衛 『学校』、『子連れ狼 その小さき手に』、『虹の橋』
  - 優秀助演男優賞 -  高嶋政伸 『虹の橋』
  - 優秀音楽賞 -  甲斐正人 『虹の橋』
  - 最優秀撮影賞 -  斎藤孝雄 『虹の橋』、『まあだだよ』
  - 最優秀照明賞 -  佐野武治 『虹の橋』、『まあだだよ』
  - 最優秀美術賞 -  村木与四郎 『虹の橋』、『まあだだよ』
  - 優秀録音賞 -  橋本文雄 『虹の橋』、『夜逃げ屋本舗2』
  - 優秀編集賞 -  川島章正 『高校教師』、『虹の橋』、『ヌードの夜』、『望郷』、『夜逃げ屋本舗2』